# Pisa Sporting Club 1989-1990
Questa pagina raccoglie i dati riguardanti il Pisa Sporting Club, nelle competizioni ufficiali della stagione 1989-1990.

## Stagione
Dopo essere retrocesso dalla massima serie nel 1989, nella stagione 1989-1990 il Pisa disputa il campionato di Serie B. Il presidente Romeo Anconetani affida la panchina al giovane tecnico Luca Giannini ed acquista i difensori Alessandro Calori e Roberto Bosco e l'attaccante Maurizio Neri.
La compagine nerazzurra mostra di poter immediatamente ambire al salto di categoria e non a caso conquista il titolo di campione d'inverno con 27 punti. Anche grazie ad una difesa quasi imperforabile (solo 23 reti subite in 38 gare) che consente di essere la squadra con meno sconfitte della categoria (solo 3), i pisani nel girone di ritorno confermano le attese e conquistano una promozione senza patemi d'animo, nonostante i cinque pareggi consecutivi nelle ultime cinque giornate: il Pisa chiude al secondo posto alle spalle del Torino e torna così in serie A. Da segnalare le 18 reti del centravanti Lamberto Piovanelli, record di segnature in un solo campionato per un calciatore del Pisa, che rimarrà imbattuto fino al 2008. Con Torino e Pisa salgono in Serie A il Cagliari ed il Parma.
Nella Coppa Italia ritornata ad eliminazione diretta nei primi due turni, il Pisa scivola fin dal primo turno, pareggiando in casa (1-1) dopo i tempi supplementari con il Palermo, e perdendo il passaggio al secondo turno, ai tiri di rigore (4-6).

## Rosa
| N. |                   | Ruolo | Calciatore           |
| -- | ----------------- | ----- | -------------------- |
|    | Italia (bandiera) | P     | Luigi Simoni         |
|    | Italia (bandiera) | P     | Roberto Cirillo      |
|    | Italia (bandiera) | P     | Alessandro Lazzarini |
|    | Italia (bandiera) | D     | Antonio Cavallo      |
|    | Italia (bandiera) | D     | Davide Lucarelli     |
|    | Italia (bandiera) | D     | Alessandro Calori    |
|    | Italia (bandiera) | D     | Stefano Dianda       |
|    | Italia (bandiera) | D     | Giuseppe Argentesi   |
|    | Italia (bandiera) | D     | Roberto Bosco        |
|    | Italia (bandiera) | D     | Davide Moretti       |
|    | Italia (bandiera) | D     | Giacomo Adamoli      |

| N. |                        | Ruolo | Calciatore          |
| -- | ---------------------- | ----- | ------------------- |
|    | Italia (bandiera)      | C     | Stefano Cuoghi      |
|    | Italia (bandiera)      | C     | Paolo Cristallini   |
|    | Italia (bandiera)      | C     | Aldo Dolcetti       |
|    | Italia (bandiera)      | C     | Mauro Boccafresca   |
|    | Italia (bandiera)      | C     | David Fiorentini    |
|    | Paesi Bassi (bandiera) | C     | Mario Been          |
|    | Italia (bandiera)      | C     | Francesco Gazzaneo  |
|    | Italia (bandiera)      | A     | Giuseppe Incocciati |
|    | Italia (bandiera)      | A     | Maurizio Neri       |
|    | Italia (bandiera)      | A     | Nicola Martini      |
|    | Italia (bandiera)      | A     | Lamberto Piovanelli |

## Risultati

### Serie B

#### Girone di andata
| Arbitro: | Guidi (Bologna) |

|                                    |           |  |
| Piovanelli 28’ Been 37’ Cuoghi 81’ | Marcatori |  |

| Foggia 3 settembre 1989 2ª giornata | Foggia            | 0 – 0 | Pisa | Stadio Pino Zaccheria\| Arbitro: \| Dal Forno (Ivrea) \| |
| Arbitro:                            | Dal Forno (Ivrea) |       |      |                                                          |

| Arbitro: | Fabricatore (Roma) |

|              |           |  |
| Borrello 81’ | Marcatori |  |

| Arbitro: | Quartuccio (Torre Annunziata) |

|                |           |  |
| Fiorentini 74’ | Marcatori |  |

| Arbitro: | Coppetelli (Tivoli) |

|  |           |                                |
|  | Marcatori | 38’ Cuoghi 45’, 86’ Piovanelli |

| Arbitro: | Trentalange (Torino) |

|                            |           |                       |
| Incocciati 20’, 75’ (rig.) | Marcatori | 78’ (aut.) Incocciati |

| Pisa 8 ottobre 1989 7ª giornata | Pisa               | 0 – 0 | Triestina | Stadio Arena Garibaldi\| Arbitro: \| Bizzarri (Ferrara) \| |
| Arbitro:                        | Bizzarri (Ferrara) |       |           |                                                            |

| Licata 15 ottobre 1989 8ª giornata | Licata           | 0 – 0 | Pisa | Stadio Dino Liotta\| Arbitro: \| Cornieti (Forlì) \| |
| Arbitro:                           | Cornieti (Forlì) |       |      |                                                      |

| Arbitro: | Sguizzato (Verona) |

|             |           |                                                |
| Luzardi 23’ | Marcatori | 27’, 48’ (rig.) Incocciati 42’, 87’ Piovanelli |

| Arbitro: | Monni (Sassari) |

|                         |           |              |
| Been 28’ Piovanelli 88’ | Marcatori | 43’ Bronzini |

| Arbitro: | Fabricatore (Roma) |

|                   |           |           |
| Dianda 30’ (aut.) | Marcatori | 11’ Bosco |

| Pisa 12 novembre 1989 12ª giornata | Pisa          | 0 – 0 | Torino | Stadio Arena Garibaldi\| Arbitro: \| Longhi (Roma) \| |
| Arbitro:                           | Longhi (Roma) |       |        |                                                       |

| Reggio Calabria 19 novembre 1989 13ª giornata | Reggina             | 0 – 0 | Pisa | Stadio Comunale\| Arbitro: \| F. Baldas (Trieste) \| |
| Arbitro:                                      | F. Baldas (Trieste) |       |      |                                                      |

| Arbitro: | Cornieti (Forlì) |

|                                                    |           |  |
| Longhi 19’ (aut.) Dicara 64’ (aut.) Piovanelli 88’ | Marcatori |  |

| Arbitro: | Dal Forno (Ivrea) |

|             |           |                                      |
| Marulla 71’ | Marcatori | 7’, 45’, 66’ Piovanelli 56’ Dolcetti |

| Pisa 10 dicembre 1989 16ª giornata | Pisa            | 0 – 0 | Barletta | Stadio Arena Garibaldi\| Arbitro: \| Fucci (Salerno) \| |
| Arbitro:                           | Fucci (Salerno) |       |          |                                                         |

| Arbitro: | Sguizzato (Verona) |

|               |           |  |
| Provitali 77’ | Marcatori |  |

| Arbitro: | Bailo (Novi Ligure) |

|                |           |  |
| Piovanelli 15’ | Marcatori |  |

| Arbitro: | Coppetelli (Tivoli) |

|  |           |                                   |
|  | Marcatori | 31’ Piovanelli 67’ (aut.) Minotti |

#### Girone di ritorno
| Arbitro: | Boemo (Cervignano del Friuli) |

|                         |           |                         |
| Serioli 47’ Concina 66’ | Marcatori | 9’ Bosco 63’ Incocciati |

| Arbitro: | Merlino (Torre del Greco) |

|                           |           |  |
| Incocciati 40’ Cuoghi 54’ | Marcatori |  |

| Arbitro: | Boggi (Salerno) |

|                |           |             |
| Piovanelli 28’ | Marcatori | 54’ Lorenzo |

| Como 11 febbraio 1990 23ª giornata | Como              | 0 – 0 | Pisa | Stadio Giuseppe Sinigaglia\| Arbitro: \| Dal Forno (Ivrea) \| |
| Arbitro:                           | Dal Forno (Ivrea) |       |      |                                                               |

| Arbitro: | Cinciripini (Ascoli Piceno) |

|                           |           |                   |
| Incocciati 8’ (rig.), 15’ | Marcatori | 21’ (rig.) Baiano |

| Reggio Emilia 25 febbraio 1990 25ª giornata | Reggiana          | 0 – 0 | Pisa | \| Arbitro: \| Frigerio (Milano) \| |
| Arbitro:                                    | Frigerio (Milano) |       |      |                                     |

| Arbitro: | Di Cola (Avezzano) |

|                      |           |                           |
| Russo 45’ Cerone 81’ | Marcatori | 77’ Cuoghi 88’ Piovanelli |

| Arbitro: | Rosica (Roma) |

|                                    |           |               |
| Been 8’ Incocciati 67’, 82’ (rig.) | Marcatori | 48’ Tarantino |

| Arbitro: | Boggi (Salerno) |

|                        |           |            |
| Cuoghi 44’ M. Neri 55’ | Marcatori | 90’ Babini |

| Messina 25 marzo 1990 29ª giornata | Messina            | 0 – 0 | Pisa | Stadio Giovanni Celeste\| Arbitro: \| Stafoggia (Pesaro) \| |
| Arbitro:                           | Stafoggia (Pesaro) |       |      |                                                             |

| Arbitro: | Guidi (Bologna) |

|               |           |  |
| Piovanelli 8’ | Marcatori |  |

| Arbitro: | Frigerio (Milano) |

|                            |           |                       |
| S. Benedetti 45’ Sordo 86’ | Marcatori | 58’ (rig.) Incocciati |

| Pisa 22 aprile 1990 32ª giornata | Pisa             | 0 – 0 | Reggina | Stadio Arena Garibaldi\| Arbitro: \| Cornieti (Forlì) \| |
| Arbitro:                         | Cornieti (Forlì) |       |         |                                                          |

| Arbitro: | F. Baldas (Trieste) |

|              |           |                                      |
| Camplone 36’ | Marcatori | 28’, 72’ M. Neri 69’, 83’ Piovanelli |

| Pisa 6 maggio 1990 34ª giornata | Pisa            | 0 – 0 | Cosenza | Stadio Arena Garibaldi\| Arbitro: \| Boggi (Salerno) \| |
| Arbitro:                        | Boggi (Salerno) |       |         |                                                         |

| Arbitro: | Stafoggia (Pesaro) |

|             |           |            |
| Lancini 16’ | Marcatori | 23’ Cuoghi |

| Arbitro: | Cornieti (Forlì) |

|                                  |           |                             |
| M. Neri 2’ Incocciati 58’ (rig.) | Marcatori | 20’ Valentini 68’ Provitali |

| Padova 27 maggio 1990 37ª giornata | Padova                        | 0 – 0 | Pisa | Stadio Silvio Appiani\| Arbitro: \| Boemo (Cervignano del Friuli) \| |
| Arbitro:                           | Boemo (Cervignano del Friuli) |       |      |                                                                      |

| Arbitro: | Cinciripini (Ascoli Piceno) |

|                              |           |                                |
| Piovanelli 6’ Fiorentini 75’ | Marcatori | 35’ (aut.) Argentesi 40’ Monza |

### Coppa Italia

#### Fase eliminatoria
| Arbitro: | Cardona (Milano) |

|                                     |                      |                                           |
| Piovanelli 48’                      | Marcatori            | 37’ P. Bresciani                          |
| Been Dolcetti Boccafresca Lucarelli | Tiri di rigore 4 – 6 | P. Bresciani Accardi Cangini Musella Favo |

## Statistiche

### Statistiche di squadra
| Competizione | Punti | In casa | In casa | In casa | In casa | In casa | In casa | In trasferta | In trasferta | In trasferta | In trasferta | In trasferta | In trasferta | Totale | Totale | Totale | Totale | Totale | Totale | DR  |
| Competizione | Punti | G       | V       | N       | P       | Gf      | Gs      | G            | V            | N            | P            | Gf           | Gs           | G      | V      | N      | P      | Gf     | Gs     | DR  |
| ------------ | ----- | ------- | ------- | ------- | ------- | ------- | ------- | ------------ | ------------ | ------------ | ------------ | ------------ | ------------ | ------ | ------ | ------ | ------ | ------ | ------ | --- |
| Serie B      | 51    | 19      | 11      | 8       | 0       | 27      | 10      | 19           | 5            | 11           | 3            | 24           | 13           | 38     | 16     | 19     | 3      | 51     | 23     | +28 |
| Coppa Italia |       | 1       | 0       | 1       | 0       | 1       | 1       | -            | -            | -            | -            | -            | -            | 1      | 0      | 1      | 0      | 1      | 1      | 0   |
| Totale       |       | 20      | 11      | 9       | 0       | 28      | 11      | 19           | 5            | 11           | 3            | 24           | 13           | 39     | 16     | 20     | 3      | 52     | 24     | +28 |

### Statistiche dei giocatori
| Giocatore      | Serie B  | Serie B | Serie B     | Serie B    | Coppa Italia | Coppa Italia | Coppa Italia | Coppa Italia | Totale   | Totale | Totale      | Totale     |
| Giocatore      | Presenze | Reti    | Ammonizioni | Espulsioni | Presenze     | Reti         | Ammonizioni  | Espulsioni   | Presenze | Reti   | Ammonizioni | Espulsioni |
| -------------- | -------- | ------- | ----------- | ---------- | ------------ | ------------ | ------------ | ------------ | -------- | ------ | ----------- | ---------- |
| G. Adamoli     | 1        | 0       | ?           | ?          | ?            | ?            | ?            | ?            | 1+       | 0+     | ?           | ?          |
| G. Argentesi   | 34       | 0       | ?           | ?          | ?            | ?            | ?            | ?            | 34+      | 0+     | ?           | ?          |
| M. Been        | 32       | 3       | ?           | ?          | ?            | ?            | ?            | ?            | 32+      | 3+     | ?           | ?          |
| M. Boccafresca | 24       | 0       | ?           | ?          | ?            | ?            | ?            | ?            | 24+      | 0+     | ?           | ?          |
| R. Bosco       | 24       | 2       | ?           | ?          | ?            | ?            | ?            | ?            | 24+      | 2+     | ?           | ?          |
| A. Calori      | 37       | 0       | ?           | ?          | ?            | ?            | ?            | ?            | 37+      | 0+     | ?           | ?          |
| A. Cavallo     | 37       | 0       | ?           | ?          | ?            | ?            | ?            | ?            | 37+      | 0+     | ?           | ?          |
| P. Cristallini | 3        | 0       | ?           | ?          | ?            | ?            | ?            | ?            | 3+       | 0+     | ?           | ?          |
| S. Cuoghi      | 36       | 6       | ?           | ?          | ?            | ?            | ?            | ?            | 36+      | 6+     | ?           | ?          |
| S. Dianda      | 9        | 0       | ?           | ?          | ?            | ?            | ?            | ?            | 9+       | 0+     | ?           | ?          |
| A. Dolcetti    | 33       | 1       | ?           | ?          | ?            | ?            | ?            | ?            | 33+      | 1+     | ?           | ?          |
| D. Fiorentini  | 23       | 2       | ?           | ?          | ?            | ?            | ?            | ?            | 23+      | 2+     | ?           | ?          |
| G. Incocciati  | 36       | 12      | ?           | ?          | ?            | ?            | ?            | ?            | 36+      | 12+    | ?           | ?          |
| A. Lazzarini   | 1        | -2      | ?           | ?          | ?            | ?            | ?            | ?            | 1+       | -2+    | ?           | ?          |
| D. Lucarelli   | 34       | 0       | ?           | ?          | ?            | ?            | ?            | ?            | 34+      | 0+     | ?           | ?          |
| N. Martini     | 1        | 0       | ?           | ?          | ?            | ?            | ?            | ?            | 1+       | 0+     | ?           | ?          |
| D. Moretti     | 17       | 0       | ?           | ?          | ?            | ?            | ?            | ?            | 17+      | 0+     | ?           | ?          |
| M. Neri        | 31       | 4       | ?           | ?          | ?            | ?            | ?            | ?            | 31+      | 4+     | ?           | ?          |
| L. Piovanelli  | 36       | 18      | ?           | ?          | ?            | ?            | ?            | ?            | 36+      | 18+    | ?           | ?          |
| L. Simoni      | 37       | -21     | ?           | ?          | ?            | ?            | ?            | ?            | 37+      | -21+   | ?           | ?          |